# Lagomorpha
Ordre
Les Lagomorphes (Lagomorpha), du grec λαγώς / lagṓs « lièvre »  et μορφή / morphḗ « forme », sont un ordre de mammifères qui comprend les Léporidés (lièvres, lapins) et les Pikas.
Ces animaux ont longtemps été classés dans l'ordre des Rongeurs. Ils s'en distinguent principalement par leur denture (deux paires d'incisives à la mâchoire supérieure et une seule à la mâchoire inférieure) ainsi que par l'absence de baculum (os pénien). Du fait des ressemblances entre rongeurs et lagomorphes, certains auteurs les réunissent dans un même groupe, les Glires.

## Liste des familles
Selon ITIS et selon MSW :
- famille Leporidae Fischer, 1817 - lièvres et lapins
- famille Ochotonidae Thomas, 1897 - pikas
- famille Prolagidae Gureev, 1964 († éteinte) - pikas

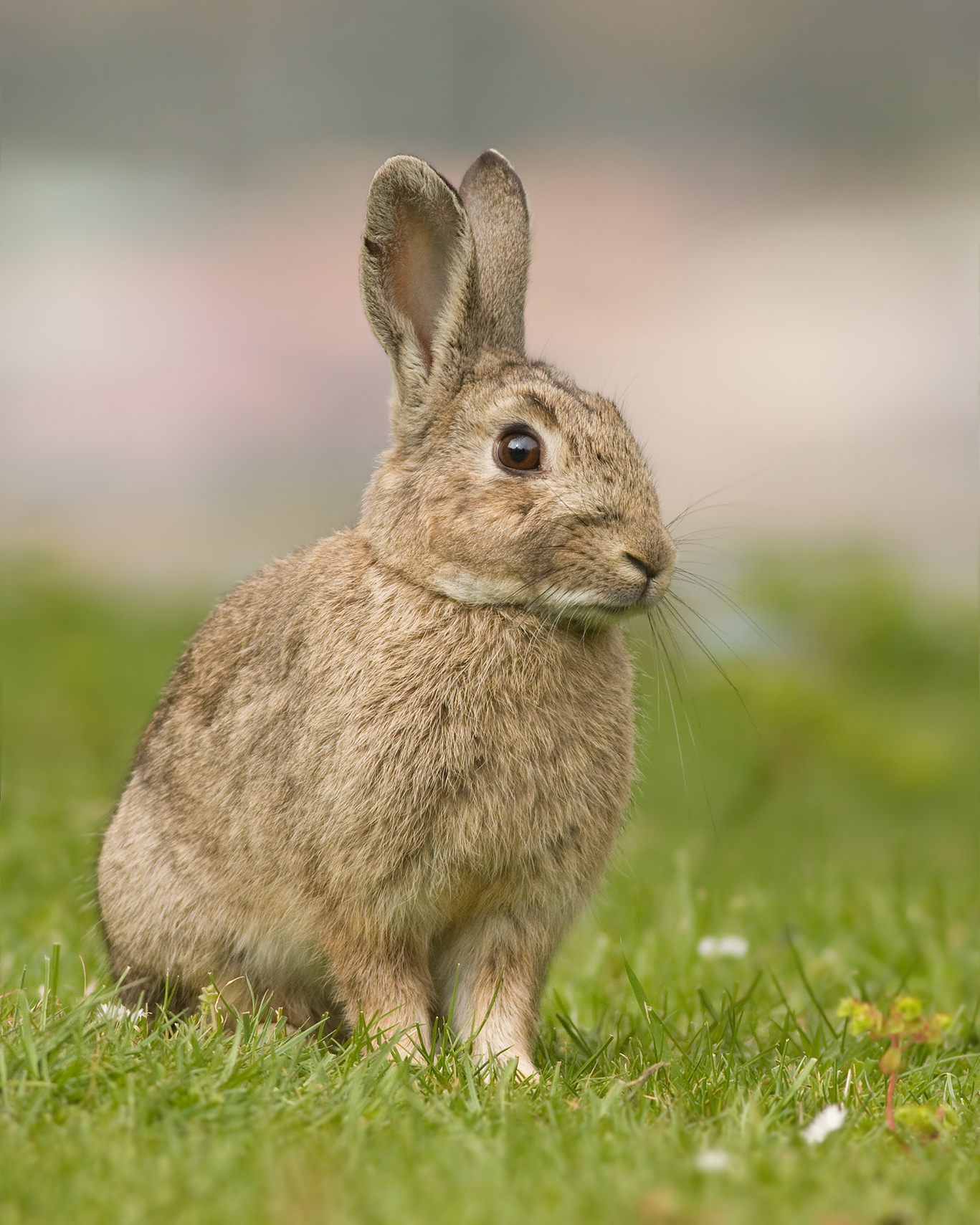
Oryctolagus cuniculus (Leporidae)
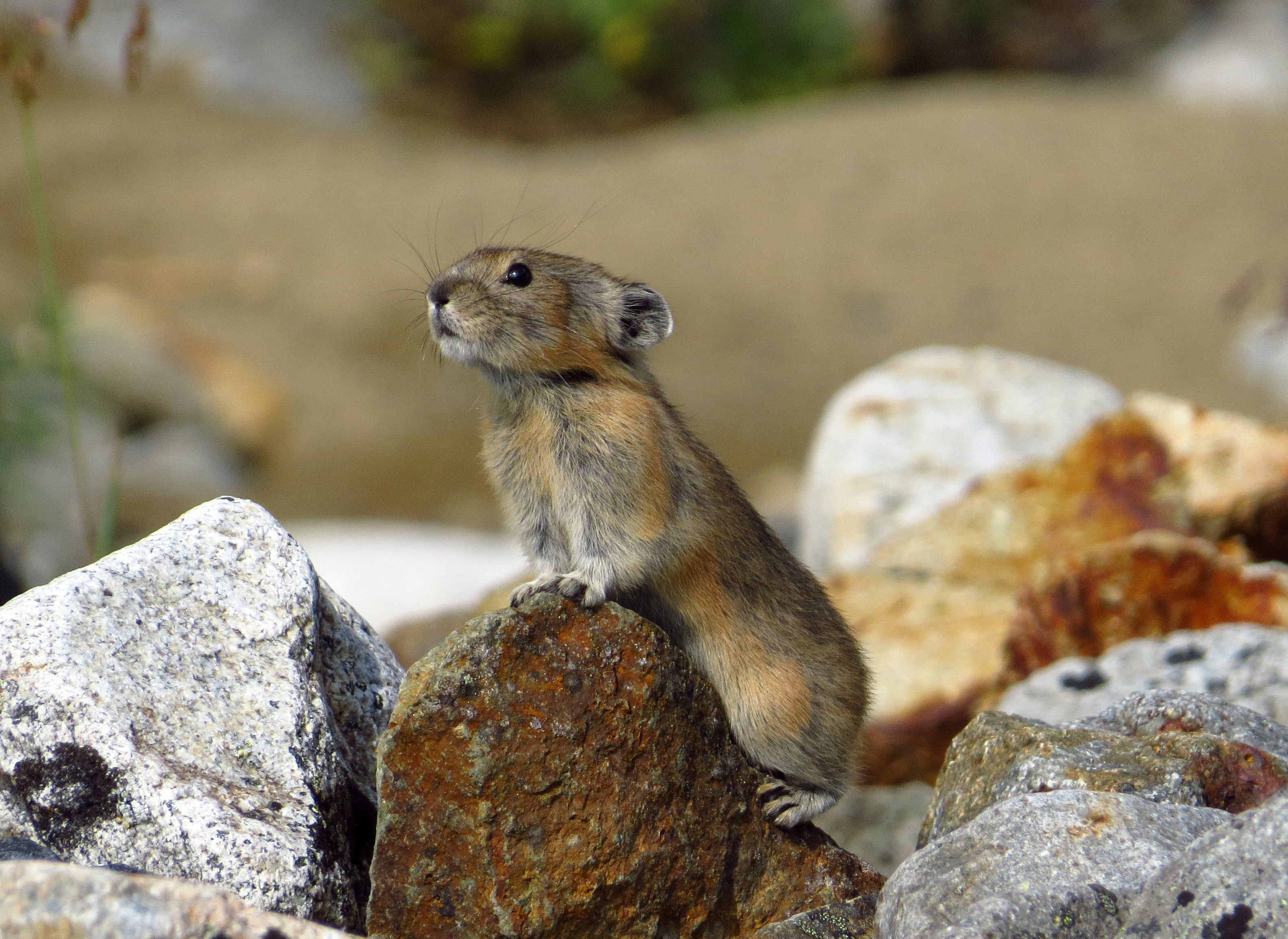
Ochotona hyperborea (Ochotonidae)
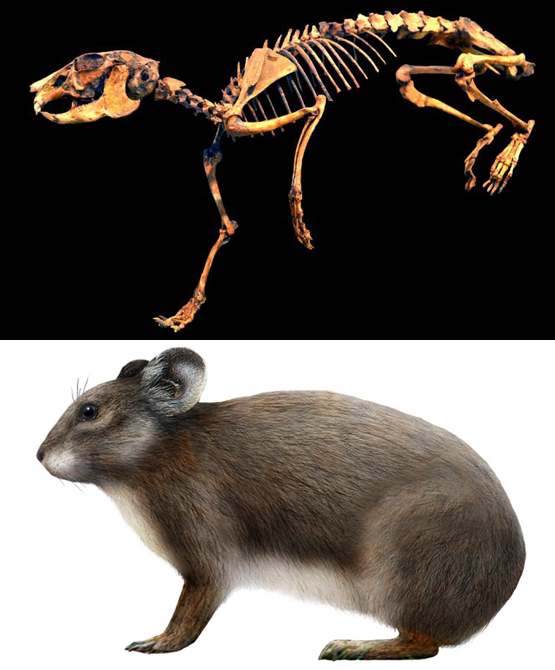
Prolagus sardus† (Prolagidae†)

## Caractéristiques
Leur denture, qui les distingue des rongeurs, est caractérisée par la présence de deux paires d'incisives à la mâchoire supérieure (une paire d'incisives déciduales à croissance continue, et une paire d'incisives définitives plus petites situées à l'arrière des premières) qui sont, comme celles de la mandibule, entièrement recouvertes d'émail.
Les lagomorphes sont des animaux dont la taille peut varier de 12 à 80 cm de longueur. Ils sont recouverts d'une fourrure dense à bourre épaisse et dont la couleur peut varier selon les saisons. Leur museau, doté de nombreuses vibrisses, comporte toutefois une zone de peau nue (rhinarium). Cette zone s'étend des narines jusqu'à la lèvre supérieure, qui est fendue en son milieu.
Les lagomorphes présentent une adaptation particulière à la digestion de la cellulose. Leur intestin possède un gros cæcum à fonction fermentaire dans lequel des bactéries attaquent la cellulose en produisant des acides gras volatils qui servent de nutriments. De plus, à certains moments, les lagomorphes évacuent de ce cæcum des crottes molles et sphériques qu'ils réavalent. Cette matière riche en vitamines et en protéines bactériennes est redigérée. C'est la cæcotrophie, une adaptation qui leur permet, comme la rumination chez les ruminants, de tirer parti de la cellulose et d'augmenter leur ration protéique alors qu'ils ont un régime végétarien strict.

## Cladogramme
Phylogénie des ordres actuels d’euarchontoglires d'après Murphy et al., 2001 :
| Duplicidentata  | Lagomorpha (lapins, lièvres et pikas) |
|                 | Lagomorpha (lapins, lièvres et pikas) |
| Simplicidentata | Rodentia (rongeurs)                   |
|                 | Rodentia (rongeurs)                   |

|  | Dermoptera (galéopithèques)                                                                     |
|  |                                                                                                 |
|  | \| \| †Plesiadapiformes \| \| \| \| \| \| Primates (lémuriens, singes, tarsiers...) \| \| \| \| |
|  |                                                                                                 |
|  | †Plesiadapiformes                                                                               |
|  |                                                                                                 |
|  | Primates (lémuriens, singes, tarsiers...)                                                       |
|  |                                                                                                 |

|  | †Plesiadapiformes                         |
|  |                                           |
|  | Primates (lémuriens, singes, tarsiers...) |
|  |                                           |

|  | Dermoptera (galéopithèques)                                                                     |
|  |                                                                                                 |
|  | \| \| †Plesiadapiformes \| \| \| \| \| \| Primates (lémuriens, singes, tarsiers...) \| \| \| \| |
|  |                                                                                                 |
|  | †Plesiadapiformes                                                                               |
|  |                                                                                                 |
|  | Primates (lémuriens, singes, tarsiers...)                                                       |
|  |                                                                                                 |

|  | †Plesiadapiformes                         |
|  |                                           |
|  | Primates (lémuriens, singes, tarsiers...) |
|  |                                           |

| Duplicidentata  | Lagomorpha (lapins, lièvres et pikas) |
|                 | Lagomorpha (lapins, lièvres et pikas) |
| Simplicidentata | Rodentia (rongeurs)                   |
|                 | Rodentia (rongeurs)                   |

|  | Dermoptera (galéopithèques)                                                                     |
|  |                                                                                                 |
|  | \| \| †Plesiadapiformes \| \| \| \| \| \| Primates (lémuriens, singes, tarsiers...) \| \| \| \| |
|  |                                                                                                 |
|  | †Plesiadapiformes                                                                               |
|  |                                                                                                 |
|  | Primates (lémuriens, singes, tarsiers...)                                                       |
|  |                                                                                                 |

|  | †Plesiadapiformes                         |
|  |                                           |
|  | Primates (lémuriens, singes, tarsiers...) |
|  |                                           |

|  | Dermoptera (galéopithèques)                                                                     |
|  |                                                                                                 |
|  | \| \| †Plesiadapiformes \| \| \| \| \| \| Primates (lémuriens, singes, tarsiers...) \| \| \| \| |
|  |                                                                                                 |
|  | †Plesiadapiformes                                                                               |
|  |                                                                                                 |
|  | Primates (lémuriens, singes, tarsiers...)                                                       |
|  |                                                                                                 |

|  | †Plesiadapiformes                         |
|  |                                           |
|  | Primates (lémuriens, singes, tarsiers...) |
|  |                                           |

Note : La position des toupayes est sujette à controverse. Ils sont parfois placés auprès de Dermoptera pour former Sundatheria, ou parfois placés comme groupe frère des Glires.